# Keppeln
Keppeln is een kerkdorp in Duitsland behorend tot de gemeente Uedem in Noordrijn-Westfalen.
Het dorp met omliggende buurtschappen telt circa 1.639 inwoners (31.12.2010). De plaats werd in 1173 voor het eerst schriftelijk genoemd.
De St. Jodokuskerk in het centrum van het dorp werd ingewijd in 1485.

## Afbeeldingen

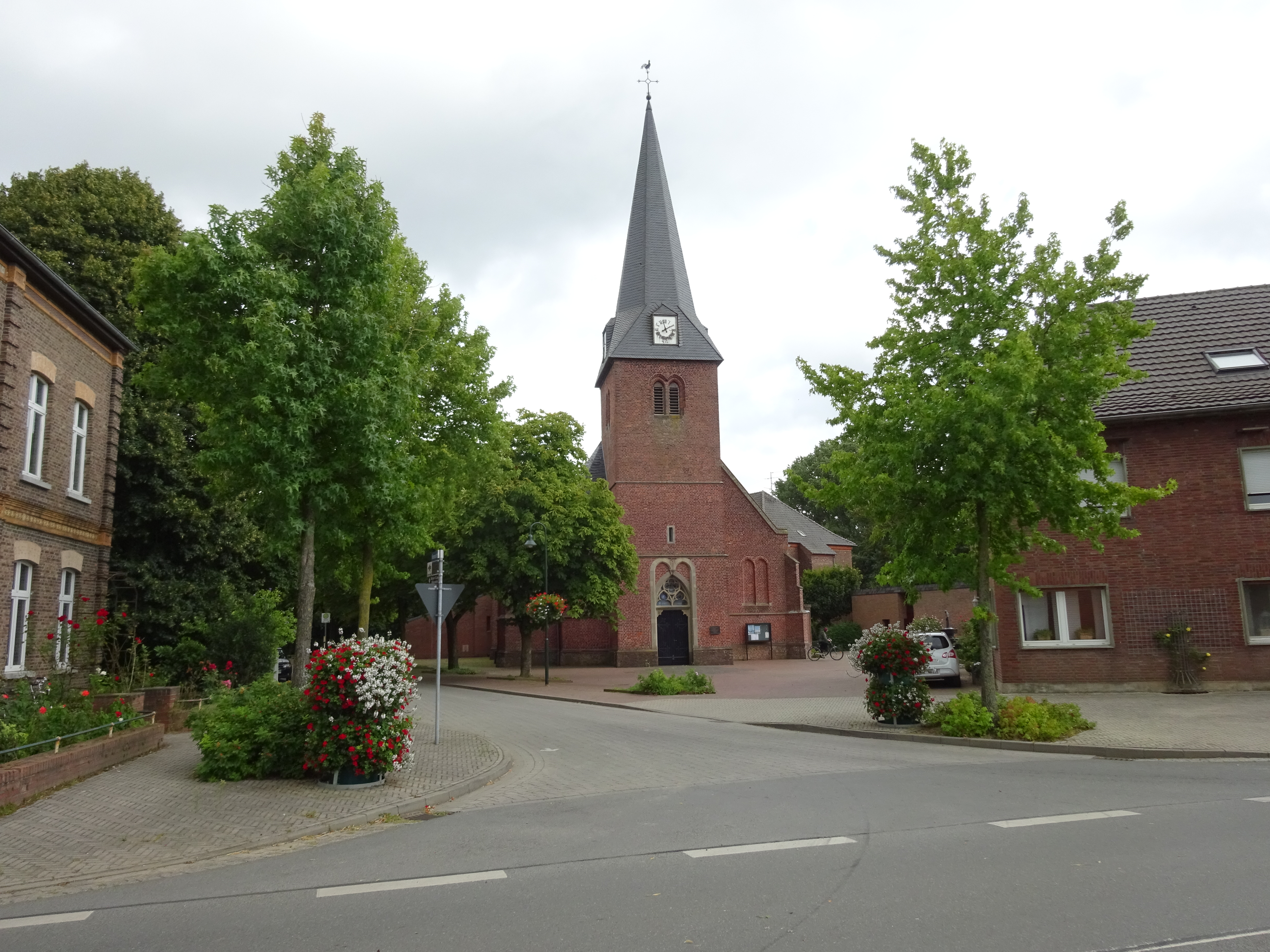
St. Jodokuskerk
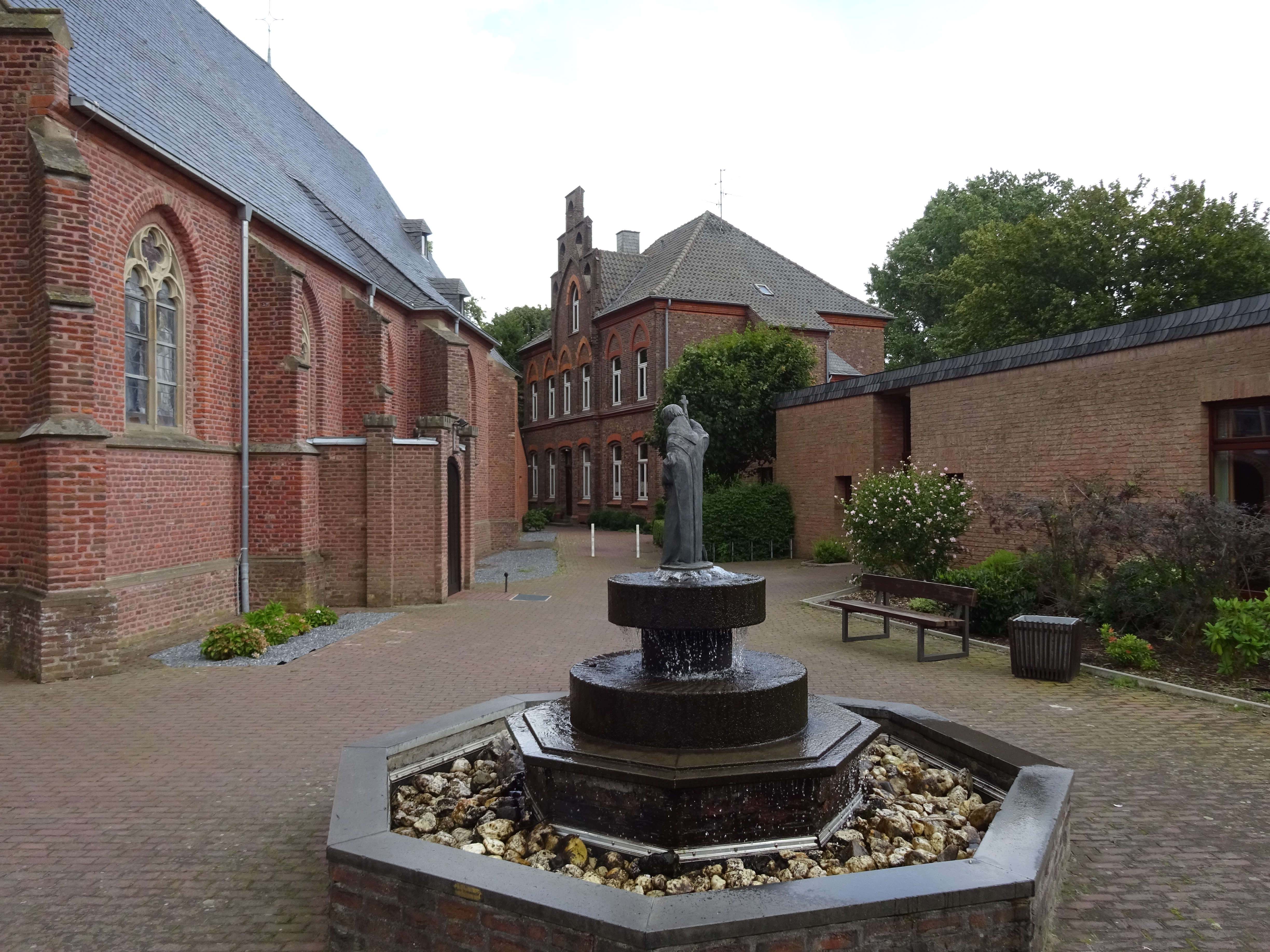
Kerkplein
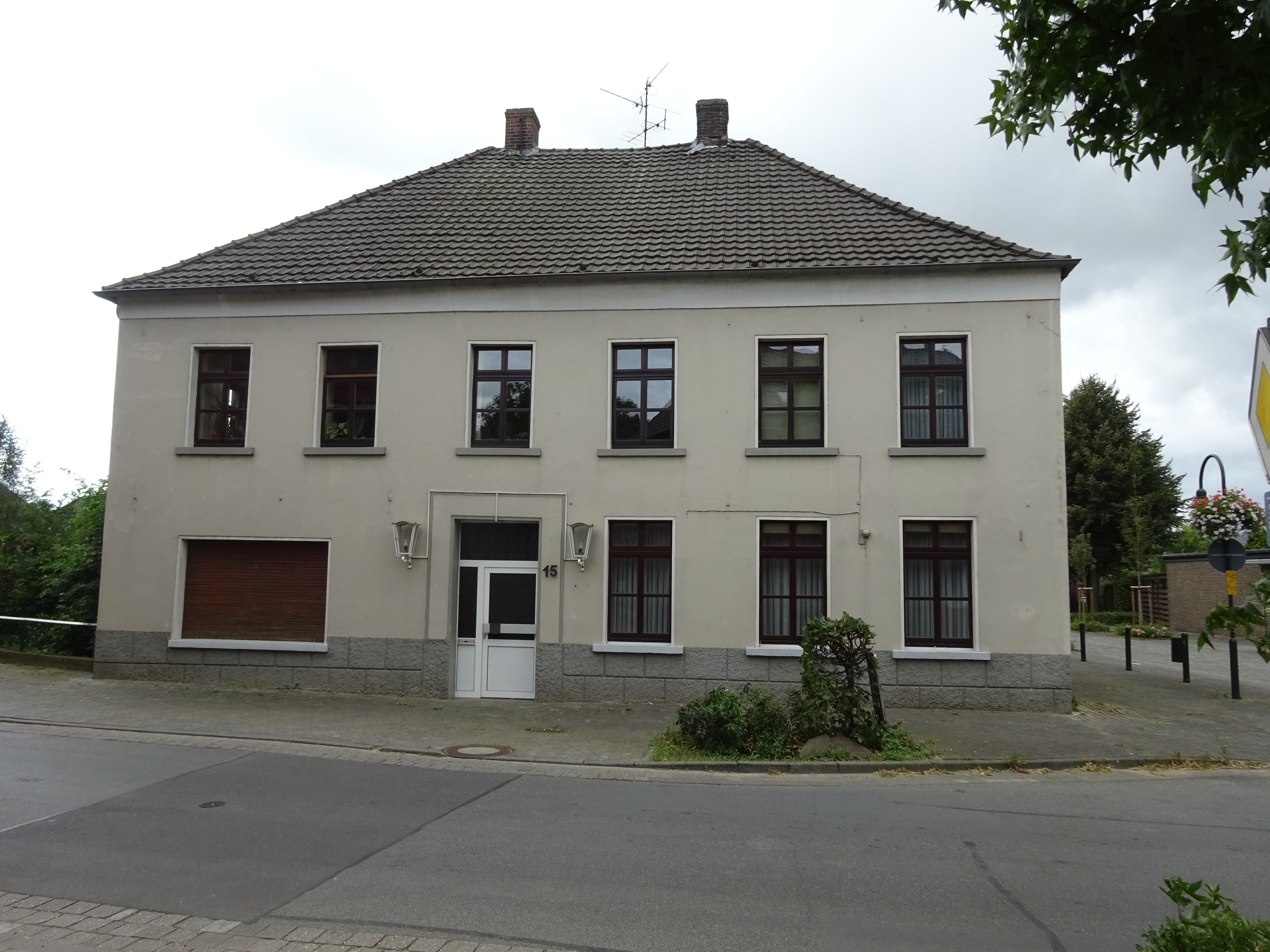
Dorfstraße 15
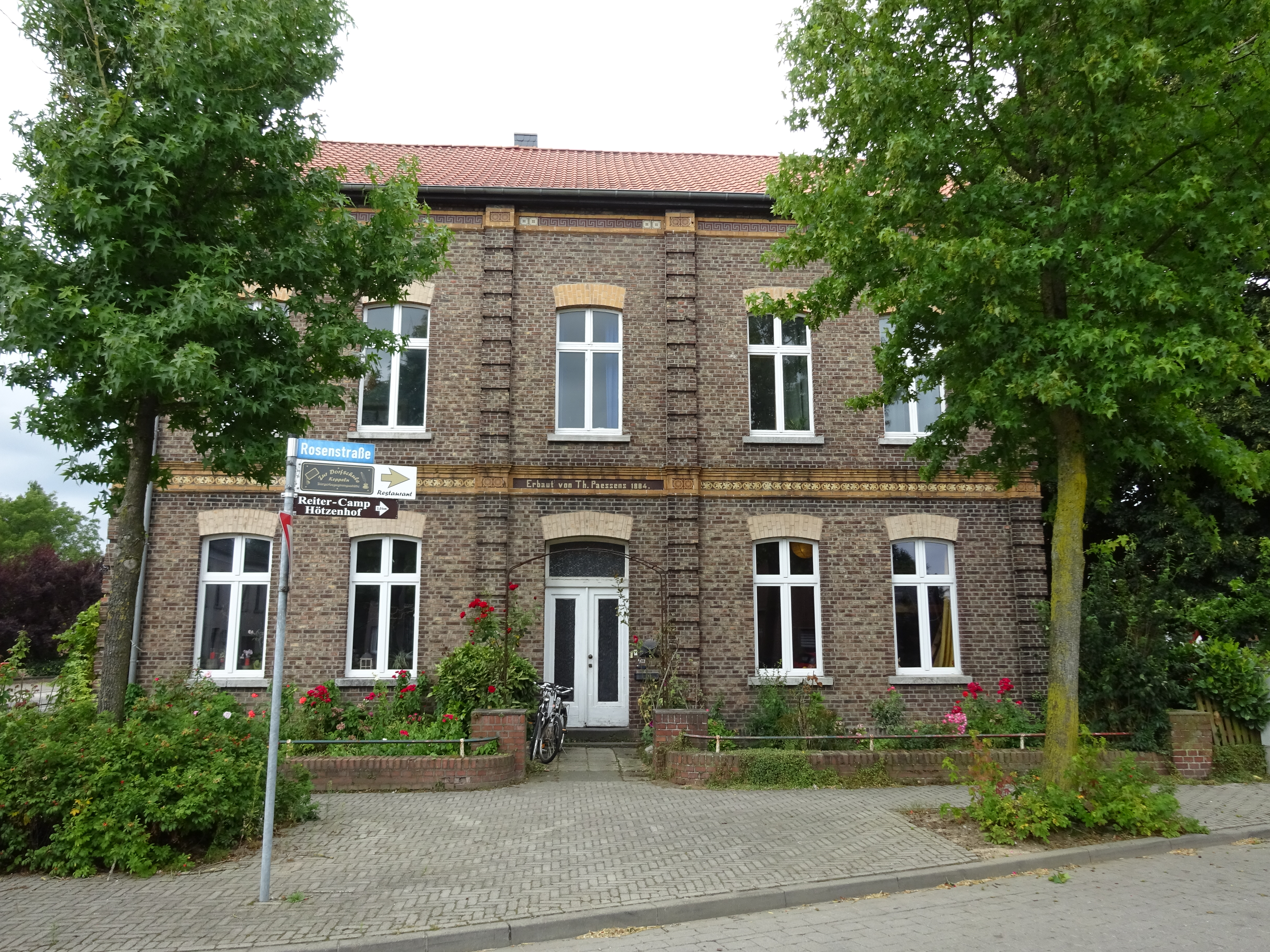
Rosenstraße 1
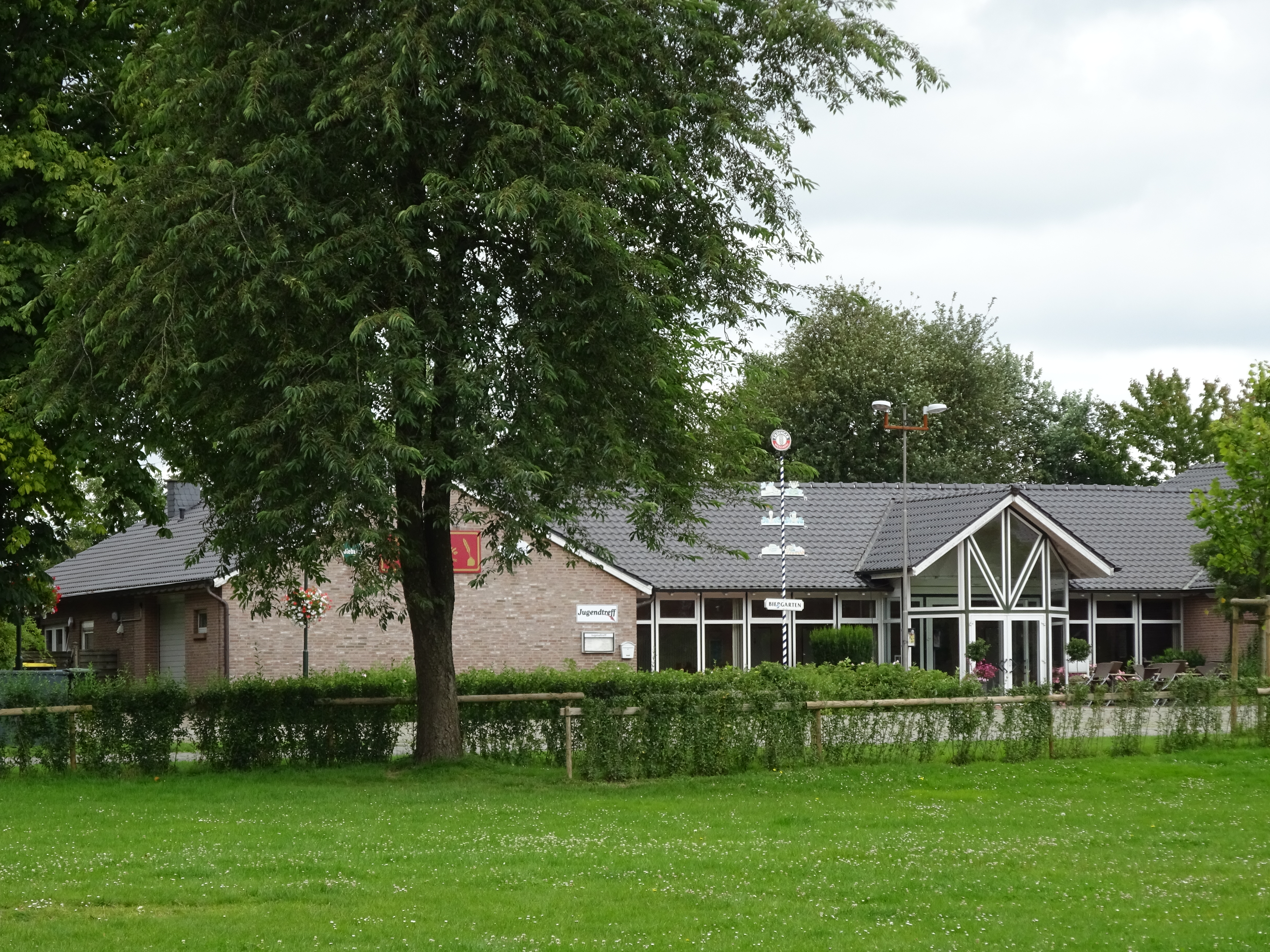
Zur Dorfschule